# 조이 워너메이커
조이 워너메이커(Zoë Wanamaker, CBE, 1949년 5월 13일 ~ )는 미국에서 태어난 영국의 배우이다.

## 수상
- 1979년 로런스 올리비에상 재연 여우주연상[주 1]
- 1998년 로런스 올리비에상 여우주연상

## 서훈
- 2001년 대영 제국 훈장 3등급(CBE) 수훈[주 2][1]

## 주해
1. ↑  Laurence Olivier Award for Best Revival
2. ↑  조이 워너메이커는 영국의 시민권을 취득하지 않은 상태였기 때문에, 이 훈장은 외국인에게 주어지는 정원외의 명예 훈장이었다. 따라서 당시 관보의 신년 서훈자 명단에 함께 오르지는 않았다. 그 뒤 조이 워너메이커는 영국 시민권을 취득했고, 이 훈장은 정식 훈장으로 유효하게 되었다.